# Holle Bolle Gijs (Efteling)
Holle Bolle Gijs is een serie prullenbakken in het Nederlandse attractiepark de Efteling, vormgegeven naar het personage uit het gelijknamige kinderversje. In 2025 zijn er elf leden van de Gijzen-familie te vinden in het park.

## Geschiedenis
Het eerste exemplaar werd in het jaar 1959 geplaatst. In de loop der jaren zijn doorheen het park verschillende varianten op de figuur toegevoegd, meestal in de omgeving van een bestaand horecapunt. Bij twee daarvan is ook bovengenoemd kinderversje te vinden. De Gijzen in de Efteling roepen bezoekers luid op om afval in hun mond te stoppen, meestal aan de hand van de uitspraak "Papier hier!". Zodra er afval in de mond wordt gestopt, dat vervolgens met een luchtzuigsysteem wordt afgevoerd, stopt de figuur even met roepen om de bezoeker te bedanken. Sommige Gijzen laten hierbij een kanonskogel knallen, huilen van de honger of laten een boer of scheet. De laatst toegevoegde Gijs is Broeder Gijs, die in 2024 plaatsnam in het nieuwste gebied van het park.

## Lijst van Holle Bolle Gijzen
| Afbeelding | Naam Gijs                     | Locatie                                                                                             | Locatie                                                                    | Geopend   | Stem                                                     | Extra info                                                                                |
| ---------- | ----------------------------- | --------------------------------------------------------------------------------------------------- | -------------------------------------------------------------------------- | --------- | -------------------------------------------------------- | ----------------------------------------------------------------------------------------- |
|            | Speeltuin Gijs                | bij verkooppunt In den Hoorn des Overvloeds op het Anton Pieckplein                                 | bij verkooppunt In den Hoorn des Overvloeds op het Anton Pieckplein        | 1959      | Theo Hochwald (1959-1984) Willem Bruggeling (1984-heden) | eerste en oudste Holle Bolle Gijs                                                         |
|            | Wagen Gijs                    | bij verkooppunt Kogeloog tegenover Langnek in het Sprookjesbos                                      | bij verkooppunt Kogeloog tegenover Langnek in het Sprookjesbos             | 1967      | Peter Reijnders                                          |                                                                                           |
|            | Opa Gijs                      | bij verkooppunt De Kleyne Klaroen op het Herautenplein in het Sprookjesbos                          | bij verkooppunt De Kleyne Klaroen op het Herautenplein in het Sprookjesbos | 1970      | Ton van de Ven                                           |                                                                                           |
|            | Moeder Gijs met Tweeling Gijs | bij de snackbar Smulpaap op het Anton Pieckplein                                                    | bij de snackbar Smulpaap op het Anton Pieckplein                           | 1970      | Marjon Jespers Nettie Oomen                              |                                                                                           |
|            | Kapitein Gijs                 | bij horecapunt De Kombuys nabij De Vliegende Hollander                                              | bij horecapunt De Kombuys nabij De Vliegende Hollander                     | 1973      | Ton van de Ven                                           | van 1973 tot 2015 in het Sprookjesbos op de plek waar nu Pinokkio is                      |
|            | Geeuwende Gijs                | bij verkooppunt In de Gelaarsde Kat tegenover het Carrouselpaleis                                   | bij verkooppunt In de Gelaarsde Kat tegenover het Carrouselpaleis          | 1980/1981 | Ton van de Ven (kabouter) Lex Lemmens (Gijs)             |                                                                                           |
|            | Inca Gijs                     | bij verkooppunt Casa Caracol op het Pirañaplein                                                     | bij verkooppunt Casa Caracol op het Pirañaplein                            | 1984      | Henny Knoet                                              |                                                                                           |
|            | Oompje Gijs                   | bij de uitgang van Max & Moritz                                                                     | bij de uitgang van Max & Moritz                                            | 1988      | Ton van de Ven (1988-2020) Jeroen Verheij (2020-heden)   | van 1988 tot 2020 bekend als Tiroler Gijs                                                 |
|            | Nijltje in het Teiltje        | in de speeltuin Kleuterhof                                                                          | in de speeltuin Kleuterhof                                                 | 2002      | Henny Knoet                                              |                                                                                           |
|            | Baby Gijsje                   | in de nostalgische speeltuin Kindervreugd                                                           | in de nostalgische speeltuin Kindervreugd                                  | 2007      | Marjon Jespers Nettie Oomen                              | replica van oorspronkelijke Baby Gijsje (1969-2000)                                       |
|            | Broeder Gijs                  | bij de attractie Danse Macabre in het Huyverwoud                                                    | bij de attractie Danse Macabre in het Huyverwoud                           | 2024      | Frank Bosman                                             |                                                                                           |
|            | Voormalige Gijzen in het park | |                                                                            |           |                                                          |                                                                                           |
|            | Naam Gijs                     | Voormalige locatie                                                                                  | Geopend                                                                    | Gesloten  | Stem                                                     | Extra info                                                                                |
|            | Visje Gijs                    | aan de Roei- en Kanovijver                                                                          | 1970                                                                       | 1982      | Ton van de Ven                                           | staat sinds eind 1984 als ornament op de Wensbron                                         |
|            | Baby Gijsje (1969-2000)       | bij het voormalige verkooppunt Stationskoffyhuis bij de oorspronkelijke locatie van het Kinderspoor | 1969                                                                       | 2000      | Marjon Jespers Nettie Oomen                              | sinds 2007 vervangen door replica; originele versie tentoongesteld in het Efteling Museum |
|            | Matroos Gijs                  | bij verkooppunt De Witte Walvis aan de achterkant van het Spookslot                                 | 1978                                                                       | 2022      | Henk Smulders                                            | afgebroken samen met de rest van het Spookslot                                            |